# Wang Nan (schaatser)
Wang Nan (Jilin, 28 mei 1987) is een Chinese langebaanschaatser. Hij kwam tijdens de Olympische Winterspelen 2010 voor China uit op de 500 en 1000 meter. Hier werd hij respectievelijk 25e en 31e.

## Persoonlijke records
| Afstand | Datum            | Baan           | Tijd    |
| ------- | ---------------- | -------------- | ------- |
| 500m    | 22 januari 2010  | Calgary        | 35,06   |
| 1000m   | 13 december 2009 | Salt Lake City | 1.09,34 |
| 1500m   | 12 oktober 2008  | Changchun      | 1.58,25 |
| 3000m   | 21 december 2007 | Shenyang       | 4.35,38 |
| 5000m   | 22 december 2007 | Shenyang       | 8.04,16 |